# Sainte-Marie-des-Champs
Sainte-Marie-des-Champs és un municipi francès situat al departament del Sena Marítim i a la regió de Normandia. L'any 2007 tenia 1.542 habitants.

## Demografia

### Població
El 2007 la població de fet de Sainte-Marie-des-Champs era de 1.542 persones. Hi havia 623 famílies de les quals 103 eren unipersonals (45 homes vivint sols i 58 dones vivint soles), 297 parelles sense fills, 202 parelles amb fills i 21 famílies monoparentals amb fills.
La població ha evolucionat segons el següent gràfic:
Habitants censats

### Habitatges
El 2007 hi havia 651 habitatges, 628 eren l'habitatge principal de la família, 3 eren segones residències i 20 estaven desocupats. 625 eren cases i 24 eren apartaments. Dels 628 habitatges principals, 480 estaven ocupats pels seus propietaris, 141 estaven llogats i ocupats pels llogaters i 7 estaven cedits a títol gratuït; 8 tenien una cambra, 15 en tenien dues, 72 en tenien tres, 186 en tenien quatre i 347 en tenien cinc o més. 516 habitatges disposaven pel capbaix d'una plaça de pàrquing. A 318 habitatges hi havia un automòbil i a 275 n'hi havia dos o més.

### Piràmide de població
La piràmide de població per edats i sexe el 2009 era:
| Homes | Edats   | Dones |
| ----- | ------- | ----- |
| 0     | 95 o +  | 0     |
| 0     | 90 a 94 | 0     |
| 0     | 85 a 89 | 4     |
| 4     | 80 a 84 | 12    |
| 16    | 75 a 79 | 12    |
| 48    | 70 a 74 | 36    |
| 20    | 65 a 69 | 20    |
| 56    | 60 a 64 | 28    |
| 28    | 55 a 59 | 36    |
| 100   | 50 a 54 | 96    |
| 72    | 45 a 49 | 80    |
| 48    | 40 a 44 | 64    |
| 48    | 35 a 39 | 28    |
| 40    | 30 a 34 | 60    |
| 88    | 25 a 29 | 48    |
| 56    | 20 a 24 | 36    |
| 68    | 15 a 19 | 72    |
| 40    | 10 a 14 | 64    |
| 36    | 5 a 9   | 64    |
| 24    | 0 a 4   | 32    |

## Economia
El 2007 la població en edat de treballar era de 1.061 persones, 693 eren actives i 368 eren inactives. De les 693 persones actives 649 estaven ocupades (334 homes i 315 dones) i 44 estaven aturades (14 homes i 30 dones). De les 368 persones inactives 190 estaven jubilades, 95 estaven estudiant i 83 estaven classificades com a «altres inactius».

### Ingressos
El 2009 a Sainte-Marie-des-Champs hi havia 606 unitats fiscals que integraven 1.506 persones, la mediana anual d'ingressos fiscals per persona era de 18.767 €.

### Activitats econòmiques
Dels 119 establiments que hi havia el 2007, 1 era d'una empresa extractiva, 1 d'una empresa alimentària, 4 d'empreses de fabricació de material elèctric, 9 d'empreses de fabricació d'altres productes industrials, 19 d'empreses de construcció, 46 d'empreses de comerç i reparació d'automòbils, 4 d'empreses de transport, 4 d'empreses d'hostatgeria i restauració, 3 d'empreses d'informació i comunicació, 5 d'empreses financeres, 2 d'empreses immobiliàries, 14 d'empreses de serveis, 2 d'entitats de l'administració pública i 5 d'empreses classificades com a «altres activitats de serveis».
Dels 21 establiments de servei als particulars que hi havia el 2009, 1 era un taller de reparació d'automòbils i de material agrícola, 1 taller d'inspecció tècnica de vehicles, 1 paleta, 1 guixaire pintor, 8 fusteries, 2 lampisteries, 1 electricista, 1 empresa de construcció, 2 perruqueries i 3 restaurants.
Dels 15 establiments comercials que hi havia el 2009, 1 era un hipermercat, 1 una botiga de més de 120 m², 1 una botiga de menys de 120 m², 1 una fleca, 1 una peixateria, 2 botigues de roba, 2 botigues d'equipament de la llar, 2 sabateries, 2 botigues de mobles i 2 floristeries.
L'any 2000 a Sainte-Marie-des-Champs hi havia 9 explotacions agrícoles que ocupaven un total de 180 hectàrees.

## Equipaments sanitaris i escolars
El 2009 hi havia una escola elemental.

## Poblacions més properes
El següent diagrama mostra les poblacions més properes.